# 공사중 (2014년 영화)
"공사중"은 한국에서 제작된 강명진 감독의 2014년 멜로/로맨스, 코미디 영화이다. 김호창 등이 주연으로 출연하였다.

## 출연

### 주연
- 김호창
- 문예신
- 성은

### 조연
- 김은식
- 라리사
- 최한빛
- 노은별
- 박혁동
- 나미선
- 서주영

## 기타
- CG: 홍수동